# 이와가사키정
이와가사키정(岩ヶ崎町)은 1955년까지 미야기현 구리하라군에 있던 정이다. 현재의 구리하라시 이와가사키에 해당한다.

## 연혁
- 1889년 4월 1일 - 정촌제 시행에 수반해 이와가사키촌이 정으로 승격해 구리하라군 이와가사키정이 성립하였다.
- 1955년 4월 1일 - 구리코마촌 오마쓰촌 도야사키촌 몬지촌 및 히메마쓰촌의 일부를 합병해 구리코마정이 되었다.

## 교통

### 철도
- 구리하라 철도

## 참고서적
- 『미야기현 정촌 합병지』(미야기현 지방과, 1958)